# Parác

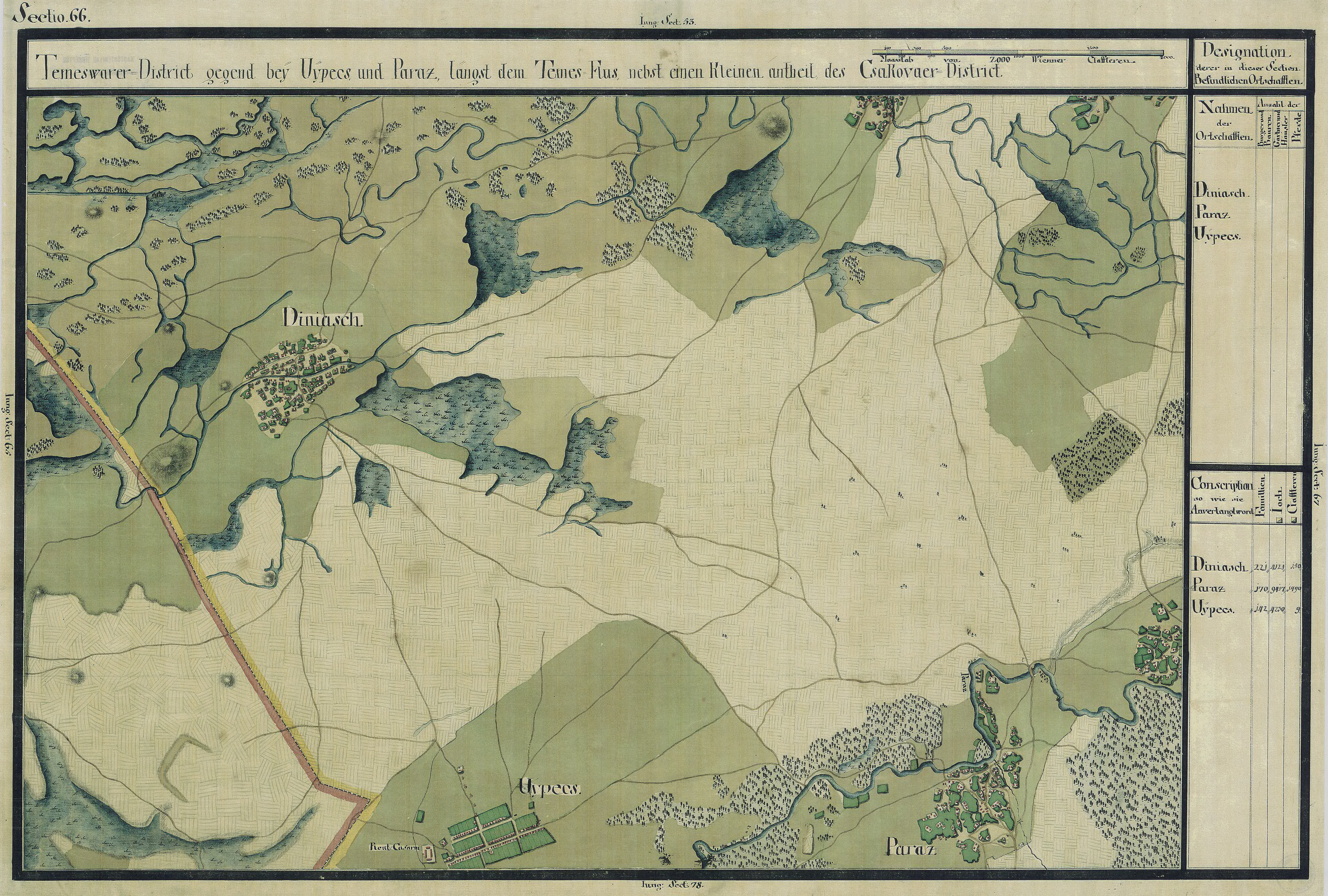
Parác környéke 1770 körül

 Parác (románul:  Parța , németül:  Paratz  falu Romániában, a Bánságban, Temes megyében, Parác község központja.

## Nevének változásai
1839-ben, 1863-ban, 1880-1910 Parácz, 1863-ban Parcza.

## Népessége
- 1900-ban 2813 lakosából 1444 román, 541 német, 521 magyar, 307 egyéb (284 szerb anyanyelvű; 1333 ortodox, 1003 római katolikus, 434 görögkatolikus, 35 református, 8 evangélikus vallású.
- 1992-ben 1420 lakosából 1066 volt román, 150 magyar, 78 német és 126 egyéb (65 szerb), 1069 ortodox, 223 római katolikus, 24 görögkatolikus, 14 református és 90 egyéb vallású.

## Története
Reiszig Ede így ír a településről Temes vármegye községei című munkájában: „...E tájon feküdt a középkorban Maráz helység, a melyről első ízben az 1332-1337. évi pápai tizedjegyzékekben van említés. 1417-ben már városi kiváltságokat élvezett. Midőn 1456-ban Hunyadi János több más birtokkal együtt V. László királytól adományba kapta, már ismét csak falu volt, sőt 1478-ban puszta s a magvaszakadt Vitéz Péter birtoka, melyet Mátyás király Csáki Mihály királyi udvarnoknak adományozott. A török hódoltság végén lakott hely volt. Az 1717. évi összeírásban már Paraz alakban találjuk, 84 házzal. Az 1761. évi hivatalos térképen kincstári altiszttartóság székhelyeként szerepel. 1821-ben a csanádi káptalan nyerte adományul.”
Az első világháborúig Temes vármegye Központi járásához tartozott. 2004-ig Temesság községhez tartozott.

## Közlekedés
A települést érinti a Temesvár–Torontálkeresztes-vasútvonal.

## Nevezetességek
- 1851-ben épült szerb görögkeleti temploma a romániai műemlékek jegyzékében a TM-II-m-B-06269 sorszámon szerepel.[2]
- A görögkeleti román templom 1896-ban, a görögkatolikus 1905-ben, a római katolikus 1909-ben  épült.